# Dilobocondyla didita
Dilobocondyla didita är en myrart som först beskrevs av Walker 1859.  Dilobocondyla didita ingår i släktet Dilobocondyla och familjen myror. Inga underarter finns listade i Catalogue of Life.